# 강민우
강민우(한국 한자: 姜民右, 1987년 3월 26일 ~ )는 대한민국의 축구 선수이다.